# كأس البرتغال 1996–97
كأس البرتغال 1996–97 (بالبرتغالية: Taça de Portugal de 1996–97‏) هو موسم من كأس البرتغال. فاز فيه نادي بوافيشتا.